# Tetragnatha multipunctata
Tetragnatha multipunctata är en spindelart som beskrevs av Arthur Urquhart 1891. Tetragnatha multipunctata ingår i släktet sträckkäkspindlar, och familjen käkspindlar. Inga underarter finns listade i Catalogue of Life.